# Joseph Lister
Joseph Lister (ur. 5 kwietnia 1827 w Upton (Essex), zm. 10 lutego 1912 w Walmer) – brytyjski chirurg, inicjator antyseptyki, profesor Kolegium Królewskiego w Londynie, Uniwersytetu w Glasgow, Uniwersytetu Edynburskiego, Kolegium Uniwersyteckiego w Londynie, przewodniczący Towarzystwa Królewskiego. Laureat Medalu Copleya.
Został chirurgiem bezpośrednio po narodzinach anestezjologii (zob. Robert Liston), lecz przed odkryciami Ludwika Pasteura, gdy występowania licznych zakażeń szpitalnych nie wiązano z obecnością chorobotwórczych drobnoustrojów. Warunki higieniczne w przeludnionych szpitalach były fatalne, wskutek czego ponad 50% pacjentów umierało z powodu infekcji. Opierając się na licznych własnych obserwacjach klinicznych i histopatologicznych oraz na wynikach badań procesu fermentacji, opublikowanych przez Pasteura (1863), Lister opracował „system leczenia antyseptycznego”, który umożliwił zmniejszenie śmiertelności do ok. 10%.

## Życiorys

### Dzieciństwo

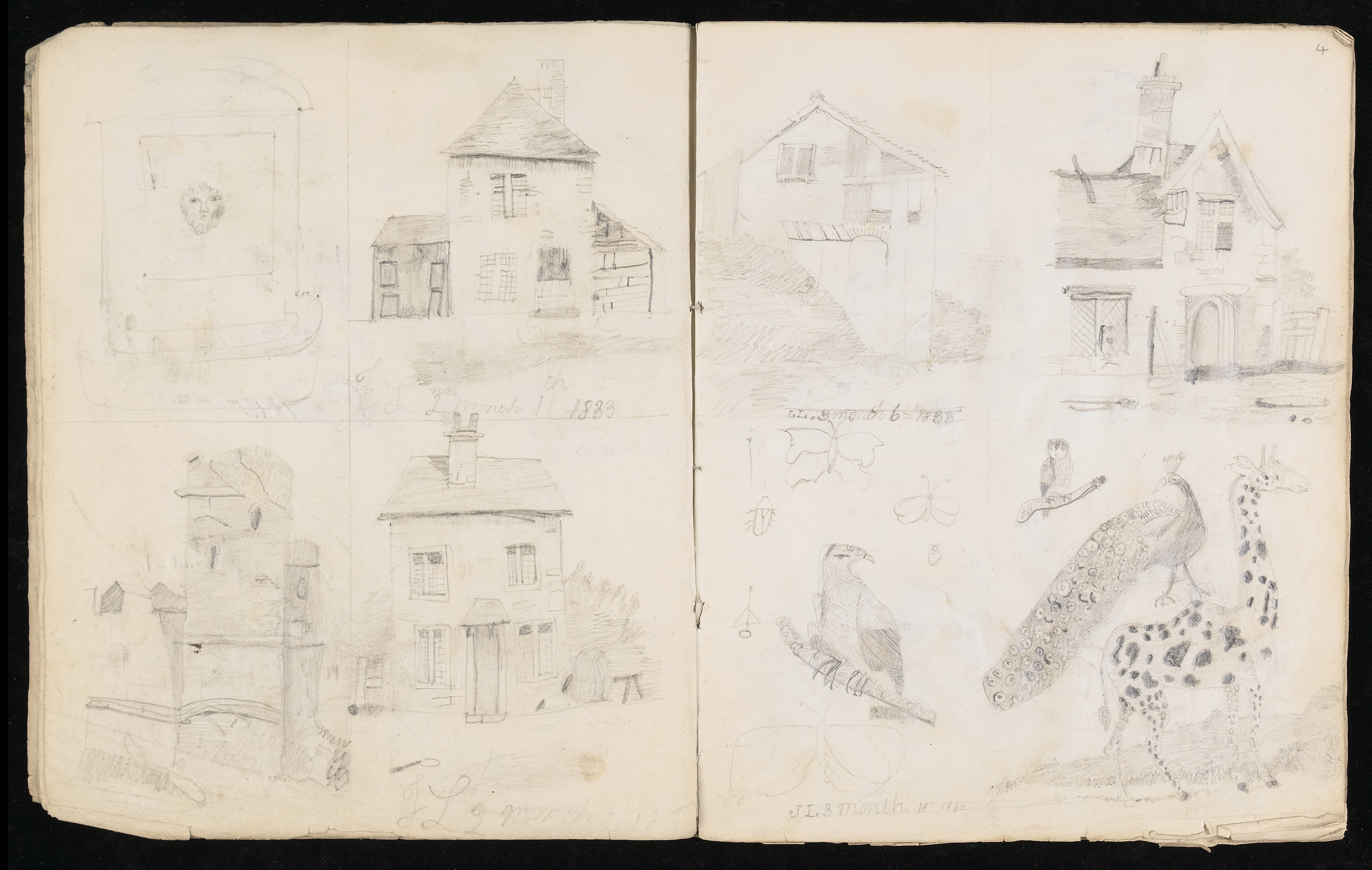
Dom i zwierzęta (szkice, 1832–1834)

Urodził się 5 kwietnia 1827 roku w rodzinie kwakrów z Upton w hrabstwie Essex. Był czwartym spośród siedmiorga dzieci Josepha Jacksona i jego żony, Isabelli Lister. Ojciec był zainteresowany naukami przyrodniczymi. Zdobył uznanie jako wynalazca i wytwórca soczewki achromatycznej, zastosowanej w mikroskopach; w 1832 roku został członkiem Towarzystwa Królewskiego.
Syn przejął zainteresowania ojca.

### Studia w Londynie
Od 1844 roku był studentem Kolegium Uniwersyteckie w Londynie. Zgodnie z sugestiami ojca studia rozpoczął od nauk humanistycznych (program przypominający współczesne sztuki wyzwolone), aby następnie przejść na wydział medyczny. Dzięki starszemu koledze z Religijnego Towarzystwa Przyjaciół, który był jednym z asystentów Roberta Listona, był świadkiem przełomowego dla chirurgii eksperymentu – przeprowadzonej 21 grudnia 1846 roku operacji w ogólnym znieczuleniu eterem.
Po wygraniu walki chirurgów z bólem nabrały ostrości kolejne poważne problemy. Josepha Listera bardzo poruszyła śmierć brata Johna w 1846 roku z powodu guza mózgu. Obaj bracia wcześniej przeszli ospę – chorobę śmiertelną dla ok. 1/3 zarażonych. Robert Liston zmarł w grudniu 1847 z powodu tętniaka aorty. W tymże roku zmarł również, wskutek zakażenia w czasie sekcji, anatom John Phillips Potter.
W latach 1847–1849 Joseph Lister przeżywał załamanie psychiczne, spowodowane uczuciem bezsilności medycyny – myślał o oddaniu się duszpasterstwu. Powrót do medycyny ułatwiły podróże, które odbył kierując się ponownie wskazówkami ojca:

Najwłaściwsze jest teraz dla Ciebie zachowanie pobożnej pogody ducha, otwartego na oglądanie szczodrych darów i piękna, które się dokoła nas roztaczają…

Pierwszym przełożonym Listera był John Eric Erichsen, następca J. Pottera (od 1850 kierownik katedry chirurgii w University College Hospital), znany jako autor książek nt. chirurgii (m.in. The Science and Art of Surgery, On Hospitalism and the Causes of Death After Operations), jednak również ze swoich pesymistycznych błędnych opinii w sprawie jej ograniczeń. Jako rezydent Erichsena Lister obserwował i opisywał objawy licznych zakażeń szpitalnych (tzw. „hospitalizm” – „wielka czwórka”: róża, posocznica, gangrena szpitalna, ropnica). Obserwując ludzkie tkanki korzystał ze swojego mikroskopu, który nie był wówczas aparatem znanym i cenionym. Zgromadził wielki zbiór szczegółowych rysunków, wykorzystywany później w działalności akademickiej. Zainteresował się wykładami z fizjologii, które z entuzjazmem prowadził William Sharpey. Po zakończeniu rezydentury został asystentem Waltera Walshe’a.
W ostatnim roku studiów Lister otrzymał złote medale (m.in. za wyniki drugiego egzaminu z medycyny, ze stypendium w wysokości 100£) i inne wyróżnienia, m.in. Nagrodę Longridgea za „największą biegłość […], za wyróżnienia medyczne i rzetelne wykonywanie obowiązków na stanowiskach w szpitalu” (z nagrodą 40£). Zdobył też autorytet wśród studentów, co pomogło mu częściowo przezwyciężyć nieśmiałość. Mimo to po złożeniu w 1852 roku końcowego egzaminu przed Królewskim Kolegium Chirurgów miał wątpliwości, czy powinien zająć stanowisko pełnoprawnego chirurga, biorąc pełną odpowiedzialność za pacjentów. Dostrzegając te wątpliwości wyróżniającego się absolwenta William Sharpey zasugerował mu odwiedzenie Jamesa Syme’a w Edynburgu i podróż do znanych ośrodków europejskich.

### Praca w Szkocji

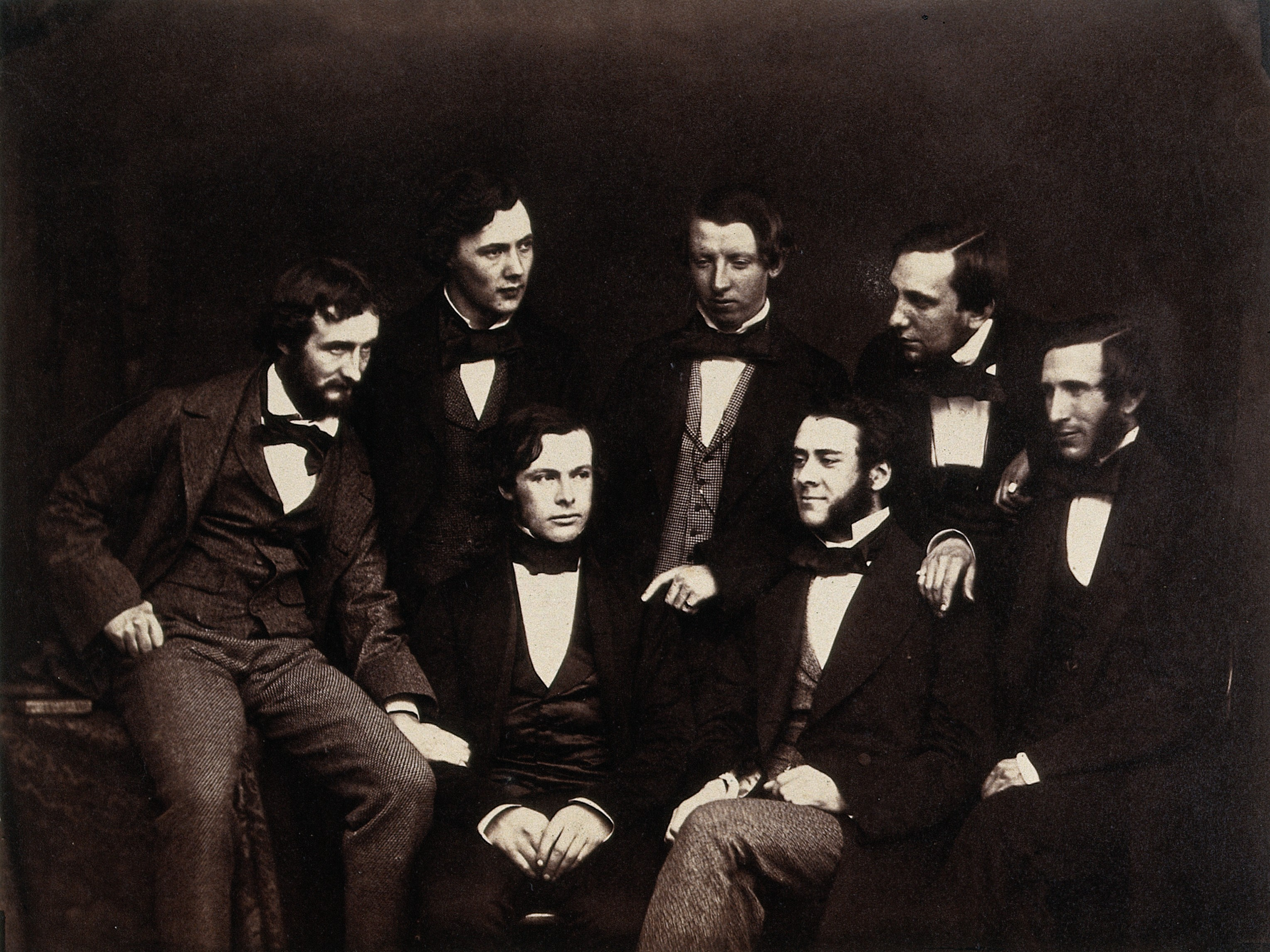
Rezydenci Old Royal Infirmary w Edynburgu; Joseph Lister siedzi ze splecionymi rękami

Joseph Lister planował miesięczny pobyt w Edynburgu, jednak pozostał w Szkocji – w Edynburgu i Glasgow – przez wiele lat.
Edynburg
James Syme, profesor Uniwersytetu Edynburskiego nazywany „Napoleonem chirurgii”, nadzorował wówczas trzy sale w Royal Infirmary (miał wówczas 228 łóżek szpitalnych – ponad dwukrotnie więcej niż londyński University College Hospital, UCH). Szybko zdobył szacunek Listera, który w listach do ojca tak entuzjastycznie opisywał swoje wrażenia, że ojciec poczuł potrzebę ostrzeżenia: Nullius jurae in verba magistri („Nie ślubuj wierności jednemu mistrzowi”, zob. Nullius in verba). Syme dostrzegł zapał i zdolności młodego chirurga – korzystał z jego pomocy w czasie trudnych operacji (wkrótce stworzył dla niego stanowisko „asystenta nadetatowego”). Powierzył mu też spisywanie sprawozdań ze swoich wykładów klinicznych, publikowanych w Montly Journal of Medical Science.
W styczniu 1854 roku Lister otrzymał etat chirurga-rezydenta i prawo samodzielnego wybierania sobie pacjentów (ewenement). Podlegało mu początkowo 12, a wkrótce 23 dresserów (asystentów chirurgicznych), kilkakrotnie więcej niż w UCH. Utrzymywał z nimi stosunki koleżeńskie (porzucił sztywne maniery z czasów UCL) i cieszył się ich szacunkiem i sympatią. Otrzymał przydomek „Szef”, który zachował do końca życia (Syme miał przydomek „Mistrz”).
Gdy Lister skończył rezydenturę (koniec 1854), podjął starania o stanowisko młodszego chirurga w Royal Free Hospital w Londynie (w pobliżu rodziny, za którą tęsknił). Nie powiodły się z powodu zbyt silnej konkurencji i sporów personalnych. Ponowne zatrudnienie przez Syme’a (na etacie asystenta) stało się możliwe po wybraniu Listera na członka Królewskiego Kolegium Chirurgów Szkocji (uzyskał prawo praktykowania chirurgii w Edynburgu). Wkrótce zaczął być zapraszany do domu Syme’a i na rodzinne wyjazdy. Poznał m.in. córkę przełożonego, Agnes, która – mimo trudności związanych z różnicą wyznania – została jego żoną 23 kwietnia 1856 roku. Została też wytrwałą współpracowniczką, która m.in. sumiennie notowała jego uwagi, gdy dokonywał obserwacji mikroskopowych. Zajmował się wówczas głównie zmianami zapalnymi w żywych tkankach żab, złowionych nad Duddingston Loch. W roku 1858 ukazało się dziewięć artykułów przedstawiających wyniki badań (w pierwszych trzech latach małżeństwa łącznie 15 artykułów).
Glasgow
W lipcu 1859 roku doznał udaru mózgu James Lawrie, regius professor Uniwersytetu w Glasgow (profesor królewskiej katedry chirurgii klinicznej). Joseph Lister złożył wniosek o zatrudnienie na tym zaszczytnym stanowisku (jego kandydaturę poparli: James Syme, William Sharpey i John Eric Erichsen) i w 1860 roku uzyskał nominację. W tymże roku został wybrany do Royal Society, co było wyrazem uznania dla badań nad stanem zapalnym i krzepnięciem krwi. Na jego wykłady (kurs chirurgii systematycznej) zapisało się ponad 150 studentów (liczba rekordowa w Wielkiej Brytanii) jednak wyposażenie sali wykładowej musiał uzupełniać we własnym zakresie, aby dostosować ją do demonstracji okazów anatomicznych, modeli, rysunków itp. Studenci byli zachwyceni treścią i formą wykładów.

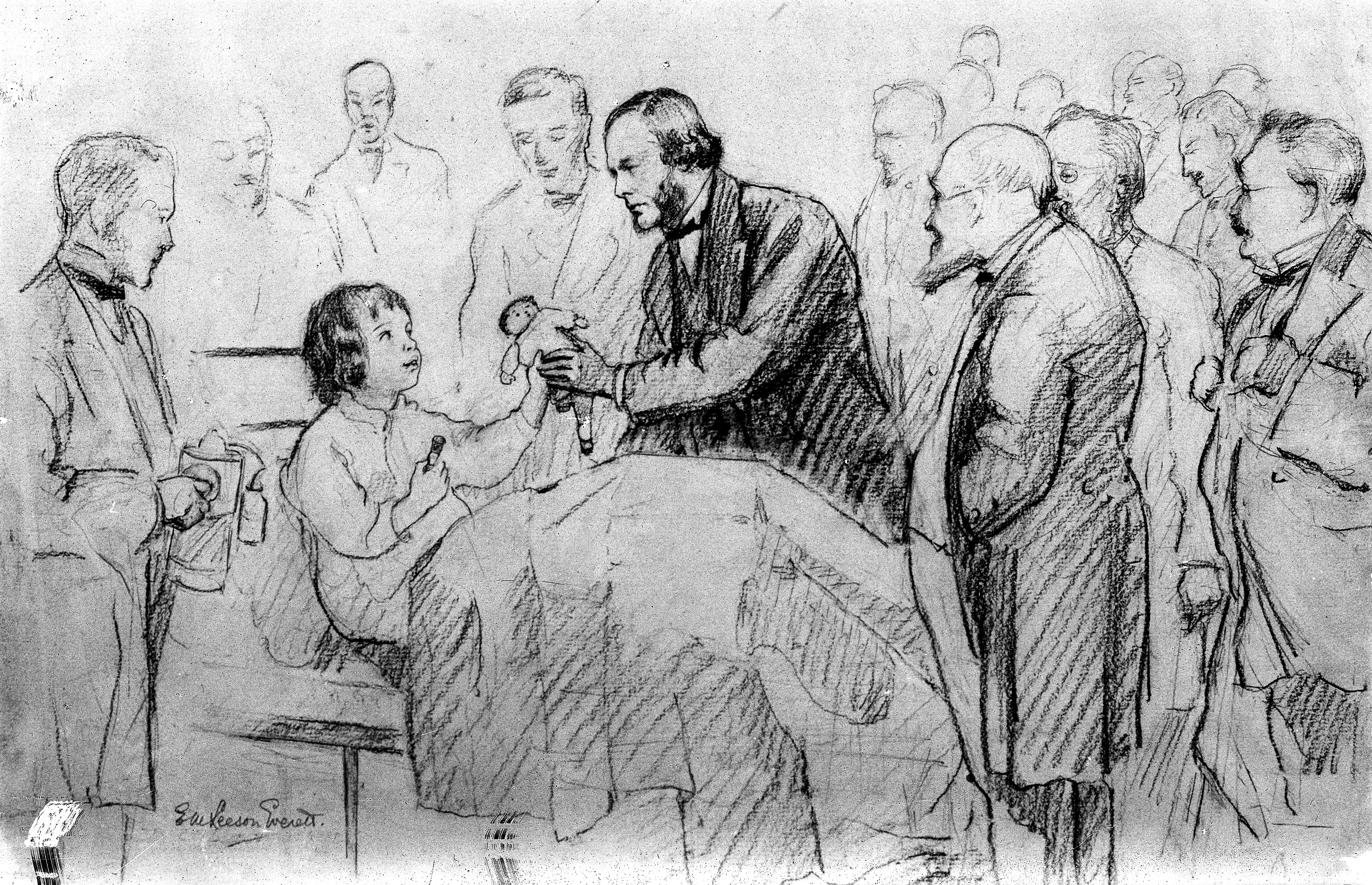
„Operacja” lalki jako pomoc dziecku

Nieoczekiwanie trudne okazało się zdobycie stanowiska w Glasgow Royal Infirmary, co początkowo uniemożliwiało preferowane w Edynburgu kształcenie lekarzy „przy łóżku chorego” (oczekiwane przez studentów). Prezes szpitala, David Smith (z zawodu szewc) stwierdził: „…to doprawdy jakiś edynburski wymysł. Nasza instytucja jest placówką leczniczą, nie edukacyjną”. Lister otrzymał stanowisko w szpitalu dopiero w 1861 roku, gdy oddano do użytku nowe skrzydło chirurgiczne (wkrótce również przepełnione i zainfekowane). W warunkach klinicznych przekazywał studentom nie tylko wiedzę medyczną – dawał uczniom przykład wielkiej empatii, postawy minimalizującej wszystkie nieprzyjemne doznania, na jakie bywają narażeni pacjenci w szpitalach; kierował się złotą zasadą:

Każdy pacjent, nawet najbardziej upodlony, powinien być traktowany z taką troską
i szacunkiem, jakby był samym księciem Walii.

W 1864 roku Lister stracił matkę, która zmarła na różę (jedną z chorób „wielkiej czwórki”). Nasiliła się chęć powrotu do Londynu, a również tęsknota za Edynburgiem i idealną współpracą z teściem. W Glasgow nadal starannie przygotowywał codzienne wykłady i pracował w szpitalu; kontynuował też badania histopatologiczne, prowadzone z pomocą żony w domowym laboratorium. Zapoznawał się z opracowaniami lekarzy, m.in. na temat gorączki połogowej (zob. Alexander Gordon, Oliver Wendell Holmes, Ignaz Semmelweis), cholery (William Budd z Bristol Royal Infirmary, John Snow). Wypróbowywał skuteczność różnych metod odkażania, m.in. „Condy’s Crystals” („Condy’s Fluid” – KMnO4, zob. Henry Bollmann Condy) i inne. Próby te opisywał ówczesny dresser, Archibald Malloch – później znany kanadyjski chirurg (nadal wspierany przez „szefa”). Zwrócił też uwagę na kwas karbolowy, często stosowany poza chirurgią jako środek zapobiegający gniciu (np. w oczyszczalniach ścieków lub do impregnacji podkładów kolejowych i wręg statków. Próbki karbolu dostarczał mu Frederick Crace Calvert.

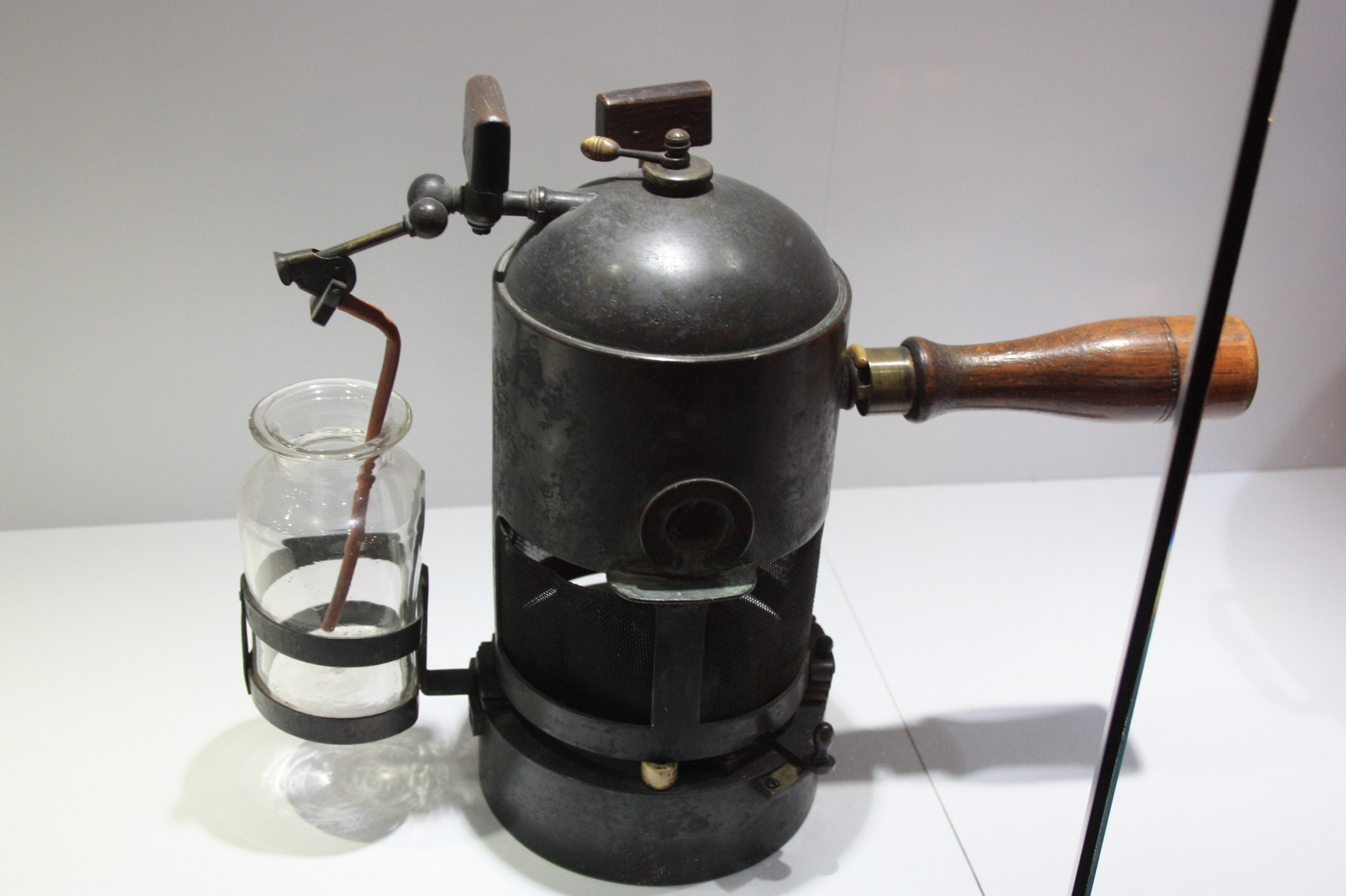
Zraszacze karbolowe Lister stosował do lat 80. XIX w.

Pod koniec 1864 roku Thomas Anderson – profesor chemii z Uniwersytetu w Glasgow, który wcześniej ułatwił Listerowi kontakt z Calvertem) – zwrócił jego uwagę na artykuł Ludwika Pasteura pt. Recherches sur la putrefaction (1863). Było przełomem na drodze do opanowania infekcji szpitalnych.
Pasteur, odkrywca enancjomerów, obalił teorię samorództwa próbując – na prośbę producenta wina, Luisa Bigo – wyjaśnić przyczyny kwaśnienia w czasie fermentacji soku buraczanego. Naraził się na gwałtowne ataki po publikacjach nt. roli niewidocznych drobnoustrojów (mikroorganizmów). Z ich obecnością zaczął wkrótce wiązać różne procesy gnilne, w tym część groźnych chorób. Po śmierci trzech córek Pasteura na dur brzuszny
(1859–1865) pisał on m.in. :

Jaka szkoda, że nie mam […] specjalistycznej wiedzy, której potrzebuję, by energicznie zająć się badaniami doświadczalnymi nad jedną z chorób zakaźnych.

Jednym z nielicznych lekarzy, którzy zwrócili uwagę na publikacje Pasteura, był Thomas Spencer Wells (1818–1897), chirurg królowej Wiktorii, jednak nie podjął on próby zastosowania odkrycia w praktyce lekarskiej. Pasteur dowiedział się o pracach Listera przypadkowo, od fizyka Johna Tyndalla (wcześniej Tyndall zwrócił jego uwagę na ilość aerozoli we wdychanym powietrzu; zob. efekt Tyndalla). Gdy wspólnie przebywali z wizytą w Londynie, Tyndall wspomniał o „słynnym angielskim chirurgu”, który poszukuje przyczyn chorób zakaźnych. Rozpoczęło to długotrwałą przyjacielską korespondencję Pasteura z Listerem. W jednym z listów Pasteur napisał m.in. :

Pozostaje dla mnie całkowitą zagadką, że może się pan poświęcać badaniom, które wymagają wiele uwagi, czasu i nieustannego wysiłku, oddając się jednocześnie praktykowaniu chirurgii, i to jako naczelny chirurg w dużym szpitalu. Nie sądzę, żeby tu, wśród nas, dało się znaleźć inny przykład takiego cudu.

### Powrót do Edynburga i Londynu

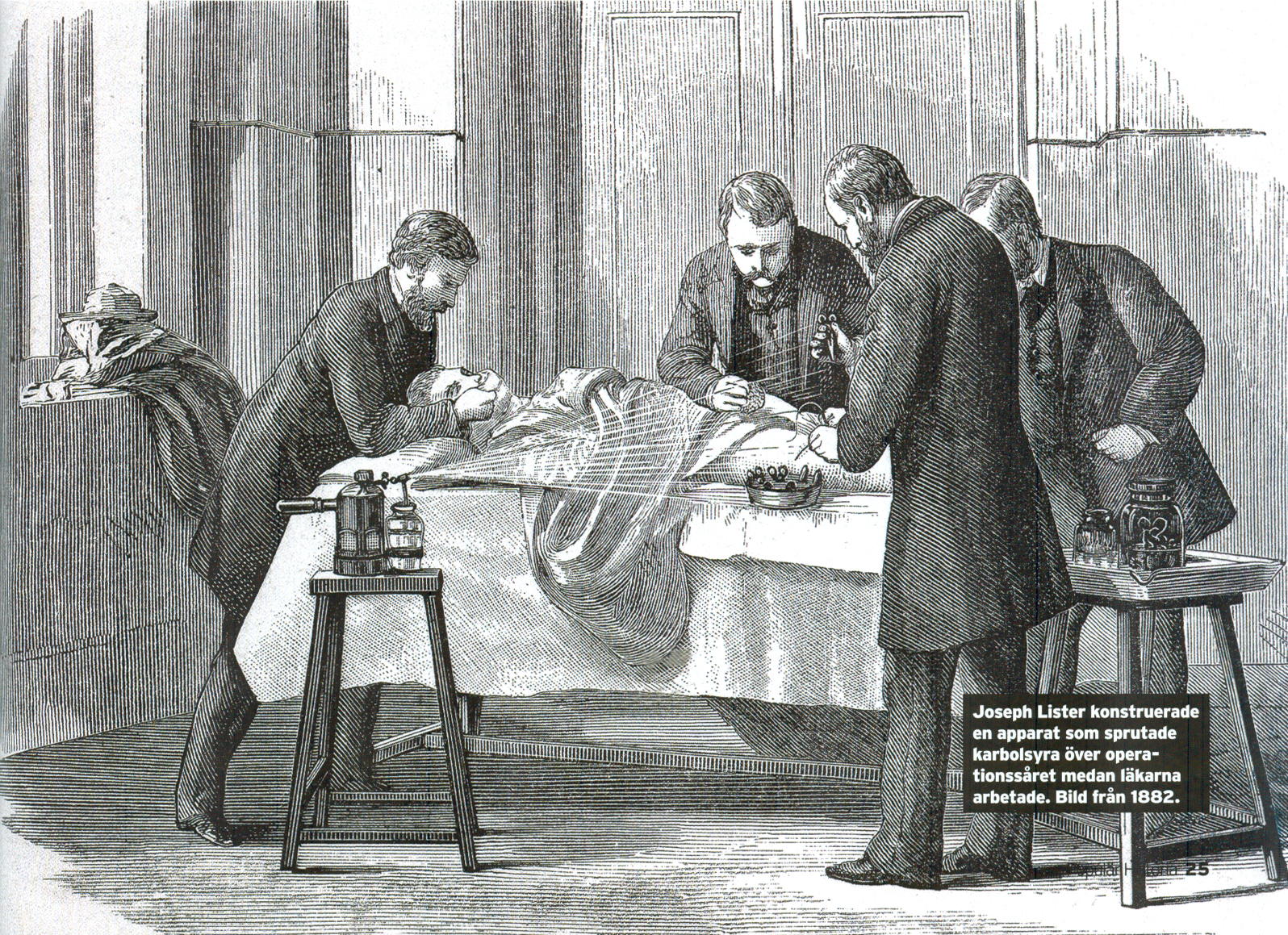
Lister w czasie operacji (1882)

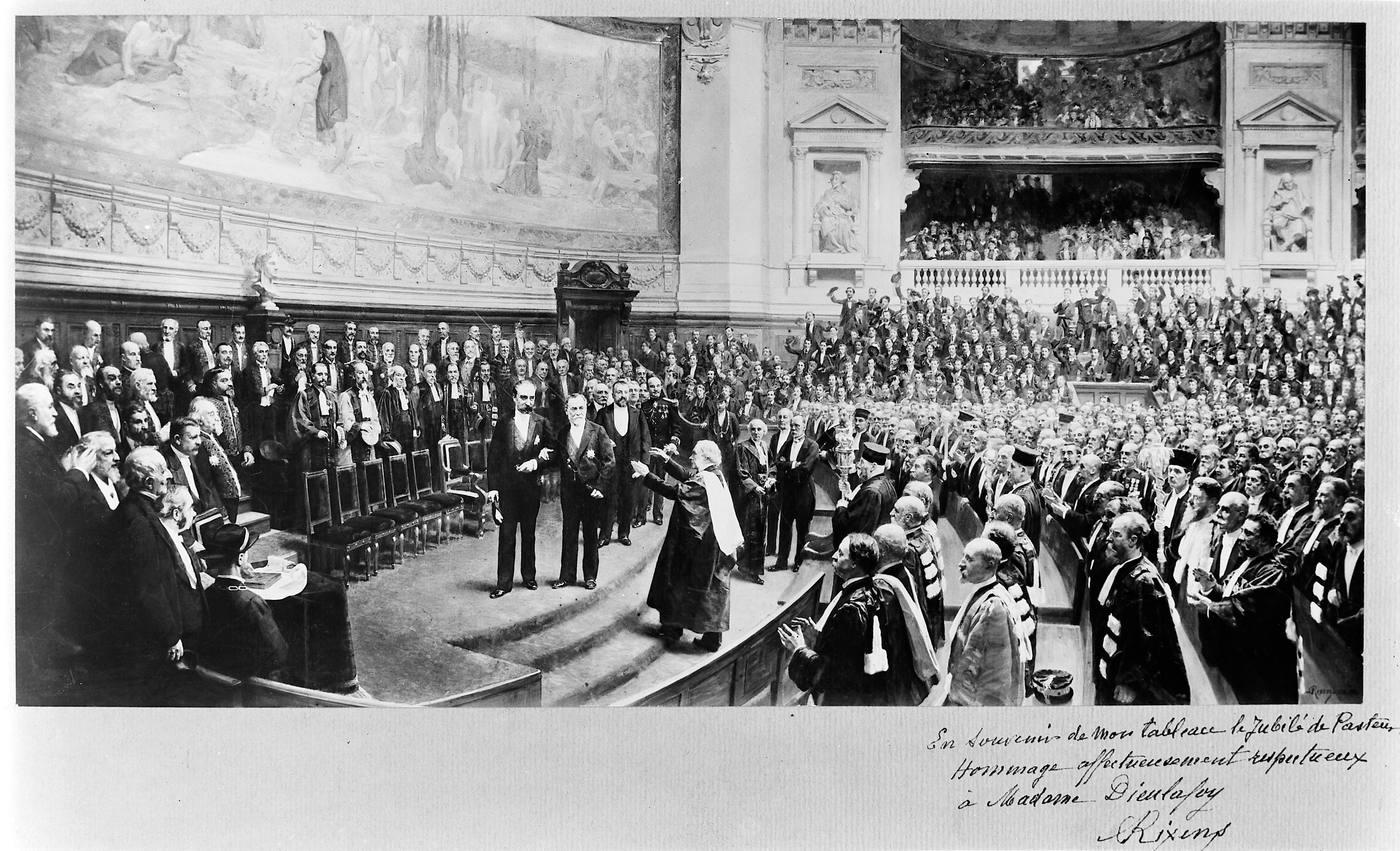
Pokłon J. Listera składany przyjacielowi – Louisowi Pasteurowi w czasie uroczystości jubileuszu 70-lecia jego urodzin (Paryż, 1892)

W sierpniu 1869 roku Lister wrócił do Edynburga, gdzie otrzymał stanowisko kierownika kliniki chirurgii w uniwersytecie. Bezpośrednią przyczyną decyzji o powrocie była ciężka choroba Jamesa Syme’a – mistrza, przyjaciela i teścia. J. Syme zmarł w czerwcu następnego roku (w październiku 1869 zmarł ojciec, Joseph Jackson Lister).
Pracował na tym stanowisku do 1877 roku – daty powrotu do Londynu, gdzie otrzymał stanowisko kierownika katedry chirurgii w King’s College London. Od 1878 roku był również nadwornym chirurgiem królowej Wiktorii.

## System leczenia antyseptycznego
Na podstawie wyników licznych długotrwałych prób Lister opracował „system leczenia antyseptycznego”, polegającego na skrupulatnej dezynfekcji kwasem karbolowym rąk, narzędzi, nici chirurgicznych, opatrunków. Dobitnym wyrazem jego głębokiego przekonania o możliwości uniknięcia infekcji było podjęcie się w 1867 roku poważnej operacji własnej siostry, Isabelli (mastektomia), której nie podjął się nawet James Syme. W 1871 roku (po śmierci J. Syme’a) z powodzeniem operował królową Wiktorię.
Badania statystyczne pozwoliły potwierdzić, że system umożliwia zapobieganie infekcjom szpitalnym, jeżeli jest bardzo sumiennie stosowany. Zaangażował się w jego intensywne upowszechnianie w Wielkiej Brytanii, krajach Europy i Stanach Zjednoczonych, jednak propozycja długo była odrzucana przez doświadczonych chirurgów, którzy nie akceptowali istnienia „drobnoustrojów”, a przełamanie wieloletnich nawyków było trudne.
W 1869 roku odwiedził Listera Just Lucas-Championnière, który po powrocie do Francji bezskutecznie próbował zachęcić paryskich chirurgów do stosowania systemu leczenia antyseptycznego. Nie dała też oczekiwanych rezultatów opublikowana przez Listera pracy pt. A Method of Antiseptic Treatment Applicable to Wounded Soldiers in the Present War (1870) (zob. straty w wojnie francusko pruskiej). Śmiertelność pacjentów francuskich chirurgów wojskowych wynosiła ≥75% (zmarło 10 006 żołnierzy spośród 13 173 rannych, których poddano amputacjom).
W 1874 roku system zastosowali z bardzo dobrym skutkiem położnicy Étienne Stéphane Tarnier i Paul Bar. Pierwsze jego zastosowanie na bardzo dużą skalę (w wojnie rosyjsko-tureckiej, 1877–1878) jest przypisywane Ernstowi von Bergmannowi.
System został powszechnie zaakceptowany w latach 80. XIX wieku.

## Publikacje
W bazie PubMed znajduje się 51 pozycji dorobku Josepha Listera z lat 1854–1896. Wykaz obejmuje raporty z okresu rezydentury u Jamesa Syme’a (1854):
- Report of Some Cases of Maxillary Tumour Occurring in Mr Syme’s Practice, Mon J Med Sci. 1854 Nov; 10(59): 428–434
- Report of Some Cases of Articular Disease Occurring in Mr Syme’s Practice, Illustrating the Advantages of the Actual Cautery Joseph Lister, Mon J Med Sci. 1854 Aug; 10(56): 134–137
- Report of a Case of Carbuncle Occurring in Mr Syme’s Practice, Illustrating Especially the Pathology of That Disease Joseph Lister, Mon J Med Sci. 1854 Jul; 10(55): 43–46
- Notes of the Examination of an Exostosis Removed by Mr Syme on the 2d of October 1853, from the Os Humeri of a Young Lady Aged about Twenty Years, Mon J Med Sci. 1854 Jan; 9(49): 7–11

oraz prace z następnych lat. Tekstem najpóźniejszym jest treść Presidential Address z 1896 roku – wystąpienia przed British Association for the Advancement of Science w Liverpoolu na temat związków między medycyną kliniczną i współczesnym rozwojem naukowym (Br Med J. 1896 Sep 19; 2(1864): 733–741).

## Wyróżnienia i upamiętnienie
Był odznaczony niemieckim Pour le Mérite (1885) i brytyjskim Order of Merit (1902).
Otrzymał m.in. :
- Boudet Prize (1881)

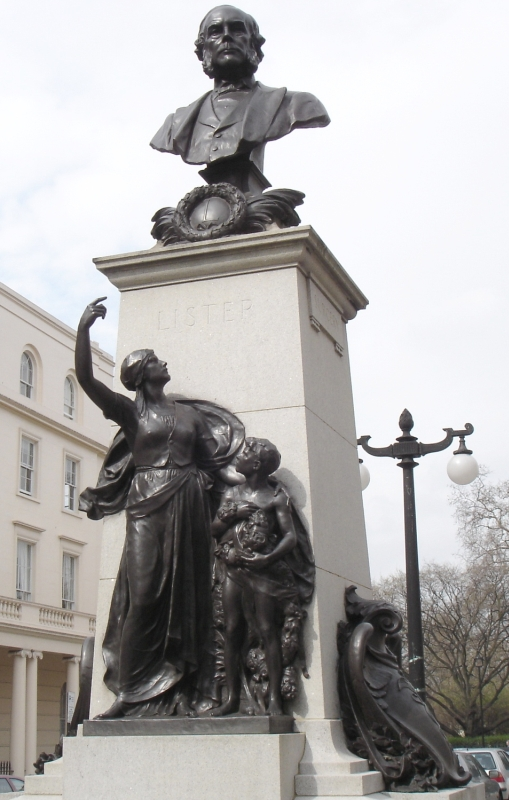
Pomnik w Londynie

- tytuł Lord Lister of Lyme Regis (1883; par od 1897)[43]
- tytuł członka honorowego Royal Medical Society(inne języki)[43][47]
- tytuł doktora honoris causa Uniwersytetu Jagiellońskiego (1900)[48]

Pełnił funkcje:
- 1893 – sekretarza zagranicznego Royal Society
- 1894–1900 – przewodniczącego Royal Society
- 1896 – przewodniczącego British Science Association(inne języki)

Został uhonorowany doktoratami Honoris Causa Uniwersytetu Oksfordzkiego (1880), Uniwersytetu w Cambridge (1880) i innych uczelni (w tym UJ)
W 1933 roku Albert Einstein wygłosił w Royal Albert Hall mowę do 10 tys. zgromadzonych. Wkrótce przed swoim wyjazdem do Stanów Zjednoczonych ostrzegał przed nazizmem. Mówił m.in. o zagrożeniach dla wolności, bez której nie byłoby Szekspira, Goethego, Newtona, Faradaya, Pasteura i Listera.
Najprawdopodobniej to on był inspiracją dla postaci Iosefki w grze japońskiego studia FromSoftware pt. „Bloodborne” z 2015 roku. Tropem wskazującym na to jest fakt, że źródłem dużej inspiracji dla gry były wiersze Williama Ernesta Heneleya, a to właśnie Joseph Lister operował jego zarażoną gruźlicą stopę.